# Csurgói KK
Maillots
Actualités
Dernière mise à jour : 16 octobre 2019.
Le Csurgói Kézilabda Klub est un club hongrois de handball situé dans la ville de Csurgó. Fondé en 1920, le club évolue en Nemzeti Bajnokság I depuis la saison 2008-09.

## Histoire
Le Csurgói KK a été fondé en 1920.
Au terme de la saison 2005-06, le club est promu en deuxième division. Après deux saisons dans l'antichambre de l'élite du handball hongrois, le club est promu en 2008 en championnat de Hongrie.
Neuvième lors de sa première saison dans l'élite, le club oscille depuis entre la 4e et la 6e place, terminant 3e en 2012-13. Ces résultats ont permis au club de participer à plusieurs Coupes d'Europe en Coupe de l'EHF.

## Palmarès
- Nemzeti Bajnokság I (D1) : Troisième en 2013
- Coupe de Hongrie : Troisième en 2013
- Nemzeti Bajnokság I/B (D2) (1) : Vainqueur en 2008
- Nemzeti Bajnokság II (D3) (1) : Vainqueur en 2006
- Coupe de l'EHF (C2) : Phase de poules en 2014

## Effectif actuel
L'effectif pour la saison 2019-2020 est, :
| Gardiens de but - 16 Ádám Füstös - 29 Péter Pallag - 32 Rok Zaponsek Ailiers gauches - 28 Gyula Kerkovits - 77 Antonijo Kovacevic Pivots - 18 Erik Szeitl - 10 Alem Toskić - 45 Gafar Hadžiomerović Ailiers droits - 03 Marko Vasic - 08 Péter Bazsó - 25 Ádám Gebhardt | Arrières gauches - 17 Klemen Cehte - 21 Gregor Potocnik - 24 Ádám Vasvári - 95 Szabolcs Nagy Demi-centres - 07 Egon Hanusz - 23 Borut Oslak Arrières droits - 15 Csaba Leimeter - 90 Aleh Astrashapkin |

## Campagne européenne
Le parcours européen du Csurgói KK est :
| Saison  | Compétition         | Tour                       | Club                      | Aller | Retour | Total |
| ------- | ------------------- | -------------------------- | ------------------------- | ----- | ------ | ----- |
| 2013-14 | C3 (Coupe de l'EHF) | Deuxième tour              | BM Aragón                 | 30-27 | 28-25  | 58–52 |
| 2013-14 | C3 (Coupe de l'EHF) | Troisième tour             | Beşiktaş JK               | 34-25 | 31-29  | 65–54 |
| 2013-14 | C3 (Coupe de l'EHF) | Phase de groupe (Groupe A) | TSV Hannover-Burgdorf     | 36-28 | 26-27  | 3e    |
| 2013-14 | C3 (Coupe de l'EHF) | Phase de groupe (Groupe A) | Ademar León               | 31-27 | 19-28  | 3e    |
| 2013-14 | C3 (Coupe de l'EHF) | Phase de groupe (Groupe A) | Lugi HF                   | 25-22 | 26-28  | 3e    |
|         |                     |                            |                           |       |        |       |
| 2015-16 | C3 (Coupe de l'EHF) | Deuxième tour              | MKS Pogoń Szczecin        | 29-19 | 30-27  | 59–46 |
| 2015-16 | C3 (Coupe de l'EHF) | Troisième tour             | SC Magdebourg             | 24-23 | 37-42  | 61–65 |
|         |                     |                            |                           |       |        |       |
| 2016-17 | C3 (Coupe de l'EHF) | Premier tour               | Bodø HK                   | 28-21 | 19-23  | 47–44 |
| 2016-17 | C3 (Coupe de l'EHF) | Deuxième tour              | Achilles Bocholt          | 24-23 | 34-23  | 58–46 |
| 2016-17 | C3 (Coupe de l'EHF) | Troisième tour             | Helvetia Anaitasuna       | 30-26 | 21-27  | 51–53 |
|         |                     |                            |                           |       |        |       |
| 2017-18 | C3 (Coupe de l'EHF) | Deuxième tour              | RK Dubrava Zagreb         | 33-24 | 26-36  | 59–60 |
|         |                     |                            |                           |       |        |       |
| 2019–20 | C3 (Coupe de l'EHF) | Deuxième tour              | HC Dobrogea Sud Constanța | 19-21 | 24-22  | 43–43 |
| 2019–20 | C3 (Coupe de l'EHF) | Troisième tour             | USAM Nîmes Gard           | 28-25 | 20-29  | 48–54 |